# Mindomo
Mindomo est un logiciel collaboratif et d'intelligence collective en ligne. Cet idéateur (terminologie québécoise)  permet de co-produire des cartes mentales partagées. Il permet d'organiser des idées et concepts en arborescence (cartes mentales), ou en réseau (cartes conceptuelles), permettant de visualiser et organiser des informations.

## Historique
Sorti en février 2007, Mindomo est basé sur HTML5 depuis mars 2014.  

## Fonctionnalités
Logiciel freemium, Mindomo offre la possibilité de réaliser 3 cartes mentales gratuites, puis fait payer les fonctionnalités premium. La version gratuite désactive les fonctionnalités avancées telles que le téléchargement audio / vidéo, le téléchargement de fichiers PDF, PowerPoint et Excel et la protection par mot de passe. 
Les utilisateurs enregistrés dans Mindomo peuvent collaborativement créer en temps réel (synchrone)  (ou non, c'est-à-dire de manière asychrone) sur des cartes mentales, tandis que les utilisateurs non-enregistrés peuvent afficher les cartes partagées avec eux (sur invitation des producteurs de la carte). 
Le logiciel offre aussi à ses utilisateurs des moyens de créer des présentations avec effets de zoom sur certaines parties (de cartes heuristiques).
Divers modèles prédéfinis de carte mentale sont intégrées dans le logiciel, il est possible de créer de nouveaux modèle, et chaque carte peut être exportée en de nombreux formats: .pdf, .docx, .pptx, .txt, .opml, .mpx, .html, .zip, .png.
Spécificité : possibilité de flash back (permet dans un historique de remonter le temps, étape par étape, pour savoir qui a déposé et quand une idée dans la carte.  Ceci permet notamment à un enseignant de suivre tous les changements effectués par chaque étudiant (qui a ajouté ou supprimé quoi, nouvelles connexions, images, sons et vidéos téléchargées, commentaires ajoutés, etc.,.

## Environnements informatiques
Ce logiciel peut être utilisé à partir de n'importe quel navigateur Web standard, ou en installant les applications de bureau, iPad et Android gratuites. 

Il peut fonctionner en ligne ou « en local » et peut être utilisé dans le cadre de MOOCs (Ce logiciel a par exemple été utilisé pour le Mooc Gestion de projets de l'école centrale de Lille en france, MOOC qui a eu environ 220 000 inscrits).